# Berndorfer Schulen

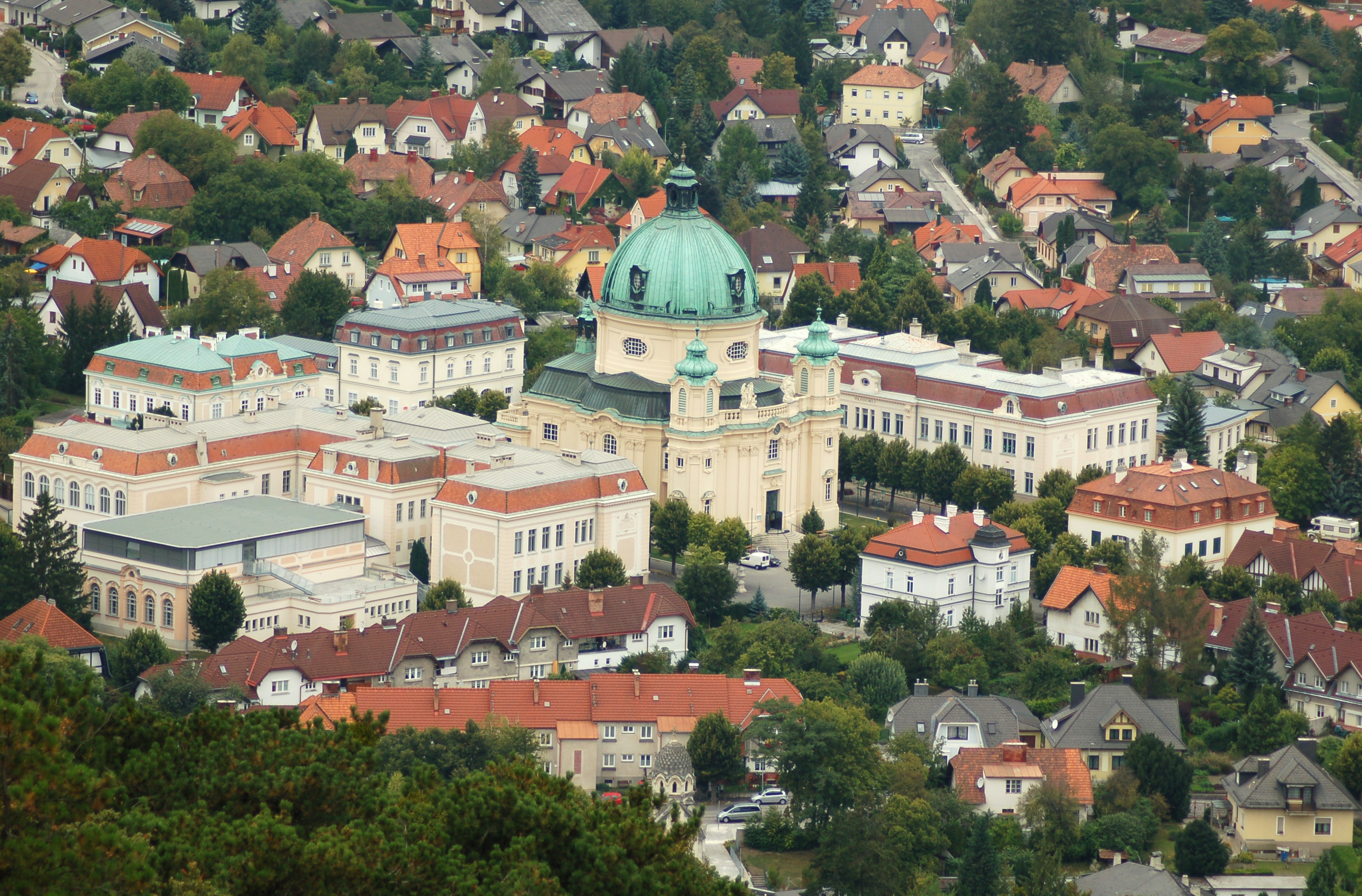
Die Schulen flankieren die Margaretenkirche, gesehen vom Guglzipf

Bei den Berndorfer Schulen handelt es sich um eine Volks- und eine Hauptschule in der niederösterreichischen Stadt Berndorf, in der sich die sog. Berndorfer Stilklassen befinden. Zur Erbauungszeit waren sie als Bubenschule (heutige Hauptschule) und als Mädchenschule (heutige Volksschule) gedacht.

## Geschichte
Das Besondere an den beiden Schulen ist die Gestaltung und Einrichtung in verschiedenen kunsthistorischen Stilen. Sie wurden nach zweijähriger Bauzeit im Jahr 1909 eröffnet. Die Finanzierung erfolgte durch Arthur Krupp. Die architektonische Beratung des Gesamtprojektes übernahm der Architekt Ludwig Baumann. Den Auftrag für den Bau der Schulen bekam Max Hegele. Die Dekoration wurde durch die beiden Maler Franz Wilhelm Ladewig und Robert Jüttner ausgeführt. Krupp wollte damit den Arbeiterkindern geschichtliches Wissen anschaulich vermitteln.

## Die Lehrzimmer

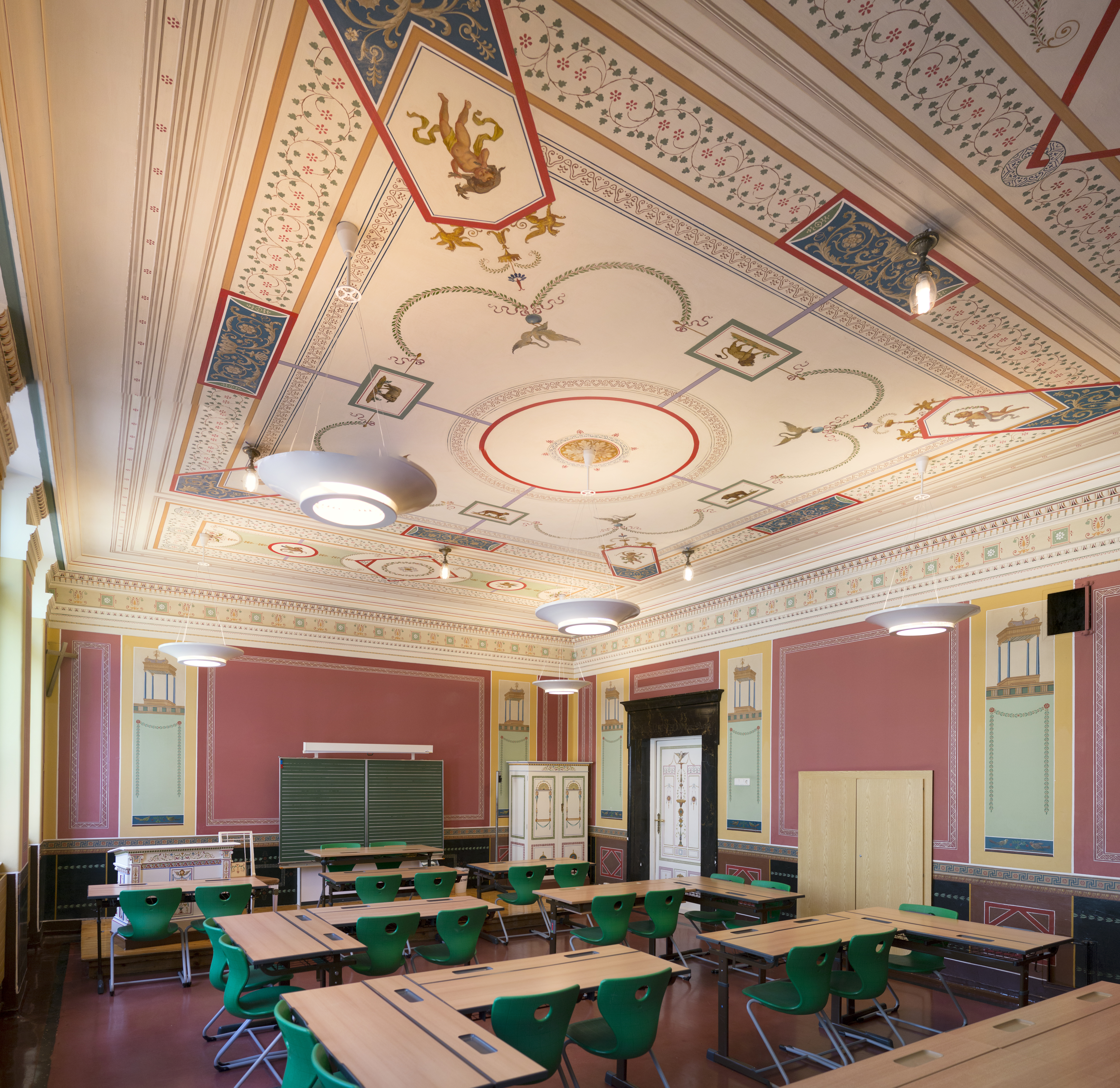
Das Pompeianische Zimmer

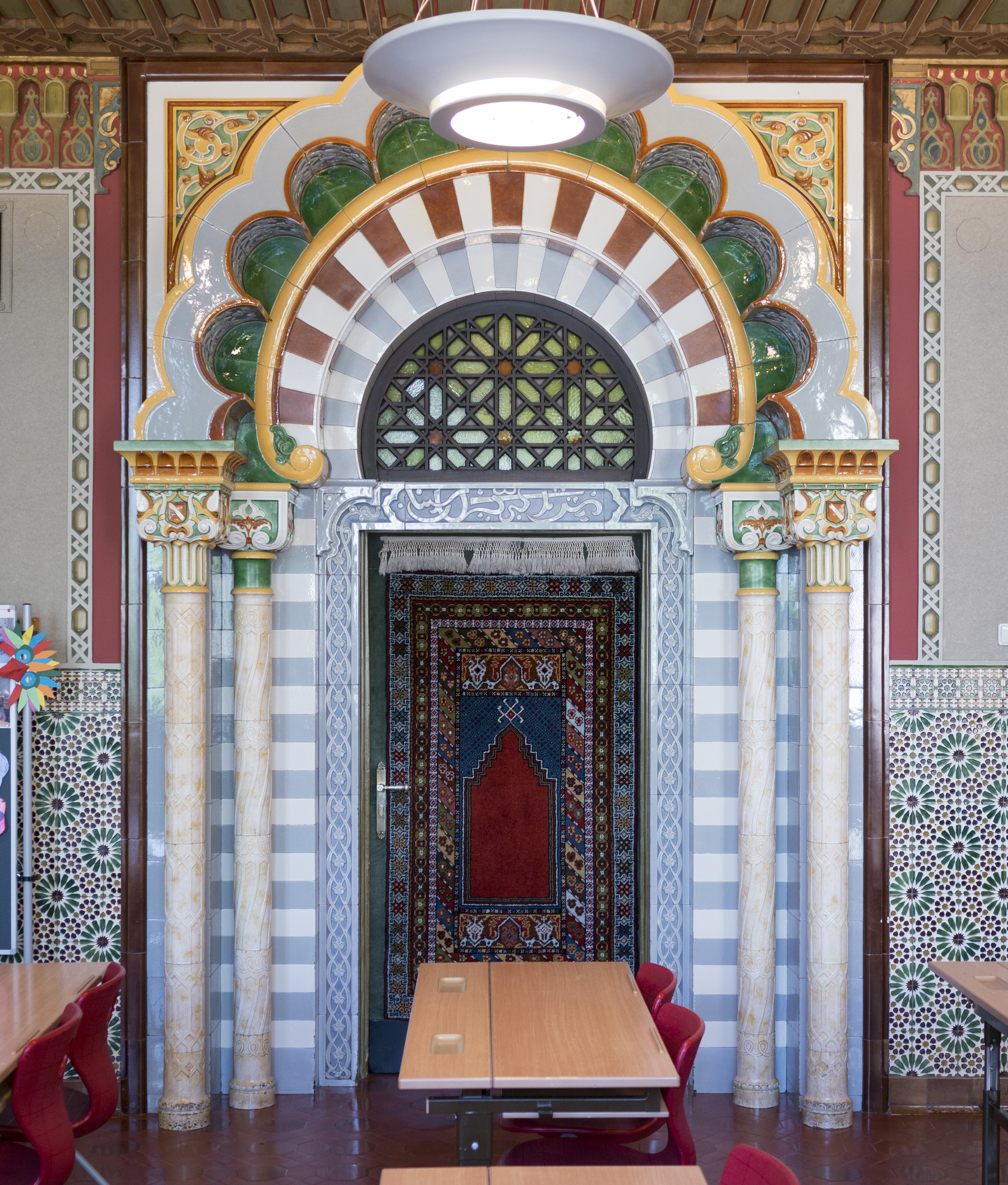
Das Portal des Maurischen Zimmers

In jeder der beiden Schulen gibt es elf Lehrzimmer, die bestimmten Baustilen nachempfunden sind, in der Volksschule darüber hinaus noch ein zwölftes. Die Baustile sind auch in großen Lettern in den jeweiligen Räumen zu lesen. Ursprünglich gehörten zu jedem Lehrzimmer auch Schülerbänke, ein Lehrertisch und ein Schrank im gleichen Stil, die jedoch nicht mehr alle in Verwendung sind. Die beiden Schulgebäude stehen symmetrisch zu beiden Seiten der ebenfalls von Krupp finanzierten Margaretenkirche, und auch die Stilklassen sind in jeder Schule mehr oder weniger gleich. Kleinere Unterschiede findet man z. B. in der Lage der Tür oder etwa darin, dass beim Ägyptischen Zimmer den Buben kriegerische Motive zugemutet wurden, während die Mädchen Feld- und Hausarbeiten zu sehen bekamen.
Die zwölf Stilklassen wurden zwölf Stilrichtungen der Baukunst nachempfunden. So gibt es:
- das Ägyptische Lehrzimmer: Der Eingang zur Klasse ist eine getreue Nachahmung der Scheintür in der Grabkammer zu Eimisi in Dendera in Oberägypten. Die Decken und Wandmalereien weisen typische ägyptische Motive auf.
- das Dorische Lehrzimmer: Das Bronzeportal zeigt das Tor am Turm in Mykene.
- das Pompejanische Lehrzimmer: Theophil Hansen hat dafür Entwürfe im Stil von Pompej geliefert.
- das Maurische Lehrzimmer: Die Decke ist eine Nachahmung der alten maurischen Holzdecke in der Universitätskirche in Alcalá de Henares in Spanien. Die Tür ist eine Nachbildung der goldenen Pforten an der Westseite der Mezquita-Catedral (Moschee und Kathedrale) zu Córdoba. Die Türsäulen sind der Alhambra entlehnt.
- das Byzantinische Lehrzimmer: Das Vorbild war die Sergios- und Bakchos-Kirche in Konstantinopel, dem heutigen Istanbul.
- das Romanische Lehrzimmer: Hier war die St.-Prokop-Basilika in Trebitsch (Třebíč) in Mähren das Vorbild.
- das Gotische Lehrzimmer: mit einer Balkendecke in Tiroler Gotik. Die Türumrahmung ist nach den Vorbildern der Pfarrkirche Steinakirchen am Forst in Niederösterreich und der Kirche in Pettau (Ptuj) im heutigen Slowenien gestaltet.
- das Lehrzimmer im Stil der Römischen Renaissance: mit einer Nachbildung der Kassettendecke im Palazzo Massimo alle Colonne von Baldassare Peruzzi in Rom. Die Türumrahmung ist einem Seitenaltar in der St. Peter und Paul Kathedrale in Fünfkirchen (Pécs) in Ungarn nachempfunden. Die eingelegten Holzarbeiten (Intarsien) sind jenen der Certosa (Kartäuserkloster) von Pavia nachempfunden.
- das Lehrzimmer im Stil Ludwig XIV.: nach Vorbildern aus dem Schloss Versailles in Frankreich.
- das Barocke Lehrzimmer: mit einem Eingang, wie er im Schloss Belvedere in Wien existiert.
- das Rokoko Lehrzimmer: das sich nur in der Volksschule, der ehemaligen Mädchenschule, befindet und sich an den Innenräumen von Schloss Schönbrunn aus Wien orientiert.
- das Empire Lehrzimmer: nach dem Vorbild des Palais Modena in Wien.

## Sonstiges
Bei der Errichtung der Schule wurden kritische Stimmen laut, dass die Kinder zu sehr vom Unterricht abgelenkt würden.
Krupp sorgte dafür, dass in der Schule eine Zentralheizung eingebaut wurde. Außerdem gab es Duschen für die Kinder – zur Erbauungszeit ein ungeheurer Luxus, über den die Arbeiterbevölkerung des Ortes in ihren Häusern nicht verfügte. Außerdem sorgte Krupp für das, was man heute schulärztliche Betreuung nennen würde: In der Mädchenschule gab es einen von Krupp bezahlten Zahnarzt, der regelmäßig die Zähne der Schülerinnen inspizierte und gegebenenfalls auch reparierte.
Heute sind die Schulen neben dem Unterricht nach wie vor eine touristische Attraktion, die in unterrichtsfreien Zeiten besichtigt werden kann.
Da sie in erster Linie dem Gebrauch dienen, können die Schulen frei über die Inneneinrichtung verfügen. Insbesondere in der Volksschule ist statt der originalen Einrichtung oder zusätzlich dazu modernes Mobiliar aufgestellt; auch wurden 2008 die originalen, dezenten Lampen durch große moderne Beleuchtungskörper ersetzt.